# (1677) Tycho Brahe
(1677) Tycho Brahe ist ein Asteroid des Hauptgürtels, der am 6. September 1940 von dem finnischen Astronomen Yrjö Väisälä in Turku entdeckt wurde. 
Der Asteroid wurde zu Ehren des dänischen Astronomen Tycho Brahe benannt.